# Свети Мартин на Мури
Свети Мартин на Мури (на хърватски: Sveti Martin na Muri; на унгарски: Muraszentmárton) е село и община в най-северната точка на Хърватия, Междумурска жупанияq по северните склонове над река Мура.

## История
Селото е едно от най-старите населени места в Междимурието. В околностите му са намерени артефакти включително монети от римската епоха. От Средновековието тук са останали няколко готически църкви и замъци, в това число Градищак и Лапшина. Църквата Св. Мартин първоначално е построена именно в готически стил, по-късно е реновирана в стил барок.

## Население
Според статистическото преброяване от 2001 г. населението в цялата община наброява 2958 жители, от които 96,92 % са хървати, а в самото село живеят 502 души. Един от най-развитите отрасли в района е селският туризъм